# Chirurgische Klinik (Dresden)

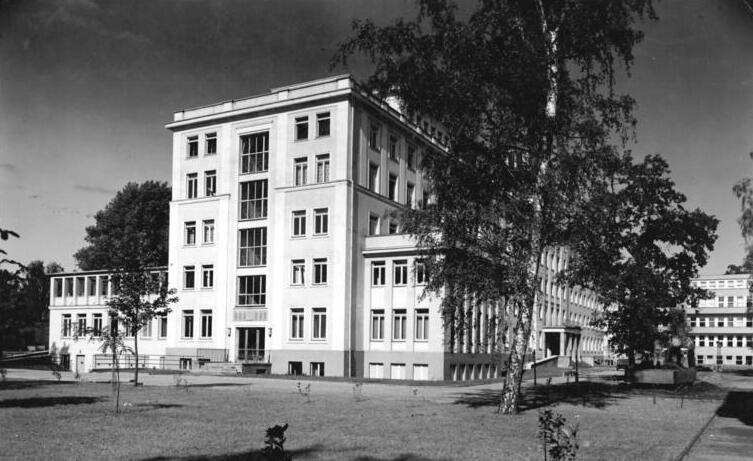
Gesamtansicht

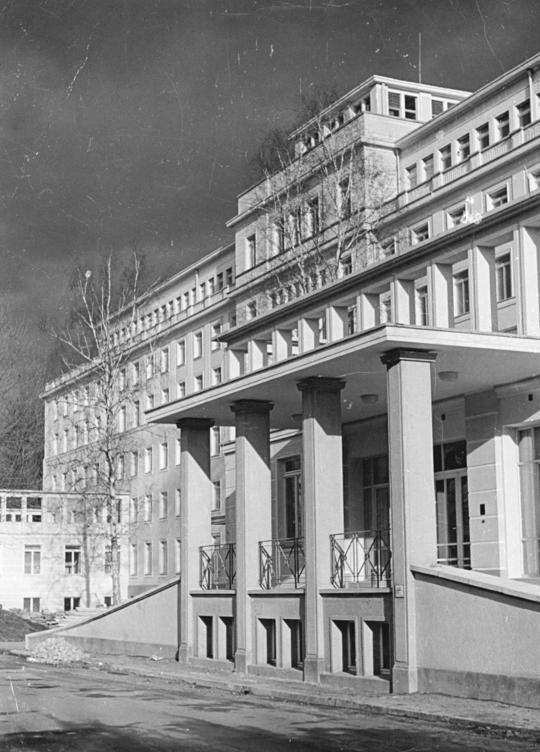
Eingang zur Chirurgischen Klinik

Die Chirurgische Klinik ist ein Klinikgebäude des Universitätsklinikums Carl Gustav Carus in der Dresdner Johannstadt.

## Beschreibung
Das Gebäude an der Fetscherstraße 19 wurde 1956 unter Verwendung unbeschädigter Bausubstanz der in den 1930er-Jahren erbauten Kinderklinik nach Plänen von Heinz Mersiowsky im Stil des sozialistischen Klassizismus zu einer Chirurgischen Klinik umgebaut. Mersiowsky erhöhte das zweigeschossige Gebäude um zwei Stockwerke. An den durchfensterten Mitteltrakt schließen sich zwei Seitenbauten mit einer Frontlänge von jeweils 14 Fensterachsen an. Zwei niedrige Anbauten flankieren nach West und Ost das Gebäude.